# Pointe Plate (Anse-Bertrand)
Pour les articles homonymes, voir Pointe Plate.
La pointe Plate est un cap de Guadeloupe situé à Anse-Bertrand. 

## Géographie
Il se situe entre Port-Louis et Anse-Bertrand sur le trajet de la trace du Grand Cul-de-sac marin.
La pointe d'Antigues et la ointe Plate délimite l'anse Lavolvaine.

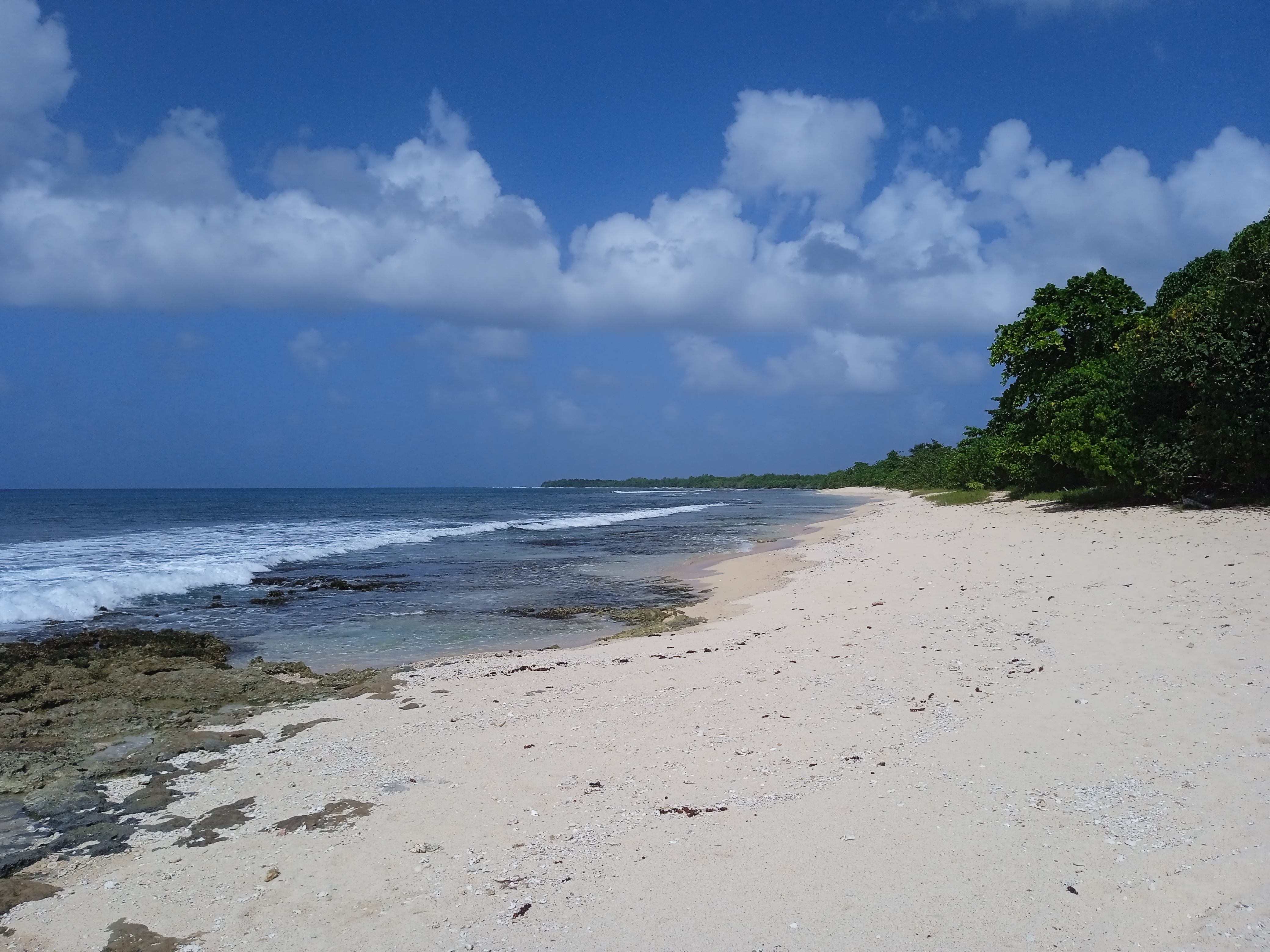
Anse Lavolvaine.